# 島田章三
島田 章三（しまだ しょうぞう、1933年7月24日 - 2016年11月26日）は、日本の洋画家、版画家。愛知県立芸術大学元学長。兄は歌人の島田修二。

## 概要
神奈川県横須賀市生まれ。父の英之は長野県の出身で、京都高等工芸学校図案科を卒業後、浦賀船渠の客船インテリアデザイナーを経て横須賀市議会議員、同市議会副議長を歴任、1970年には横須賀市の市政功労者に選ばれている。また、京都滞在中は黒田重太郎にデッサンを学んだという。母の敏子は斎藤茂吉に師事し、「上泉鶴」の名で『アララギ』に投稿していた。
ヨーロッパ留学中にピカソやブラックらキュビズム画家の作品に触れ、「キュビズムを日本人の言葉で翻訳」することを自らの課題として見出した。その活動の成果として生まれたのが「かたちびと」と呼ばれる独特の人物表現である。
教え子に奈良美智などがいる。

## 経歴
- 1933年7月24日、島田英之・敏子の三男として神奈川県三浦郡浦賀町大津（現在の横須賀市大津町）に生まれる[4]。兄弟は陽一、修二、章三、迪男、嘉寿江の四男一女であった[1]。
- 1940年4月、大津尋常高等小学校（現・横須賀市立大津小学校）に入学[4]。
- 1943年、肺炎から肋膜炎になり1年間休学[4]。このとき病室で見た幻覚が後の作品『炎』に生かされている[5]。
  - 9月、戦争の激化に伴い、祖父のいる長野市に疎開する[4]。
- 1945年10月、疎開先から横須賀に戻る[4]。
- 1946年4月、大津国民学校高等科に入学[4]。
- 1947年、納税ポスターコンクールで全国1位を受賞。大蔵大臣賞の賞金で油絵具一式を購入する。中学校の美術教師の指導を受け、後に金沢重治、熊谷九寿に師事[4]。
- 1949年4月、神奈川県立横須賀高等学校に入学。美術部に入部する[4]。
- 1951年1月、毎日新聞社主催の第1回全日本学生油絵コンクールに『酸素工場』で入選[4]。
- 1952年3月、神奈川県立横須賀高等学校を卒業。東京藝術大学進学を決意し、川村信雄のアトリエに通う[4]。
- 1954年4月、東京藝術大学美術学部油画科に入学。1学年は久保守、2学年は牛島憲之、3学年は山口薫、4学年は伊藤廉にそれぞれ指導を受ける[4]。
- 1957年
  - 4月、『ノイローゼ』で国画賞を受賞し、画壇デビューを果たす[6]。
  - 12月、福島繁太郎の推薦により、銀座のフォルム画廊で初の個展を開催[6]。
- 1958年
  - 3月、東京藝術大学美術学部油画科卒業。卒業制作の『箱舟』で大橋賞を受賞[6]。
  - 4月、東京藝術大学専攻科に進学。国画会会友になる[6]。
- 1960年3月、東京藝術大学油画専攻科を修了。大田区立大森第三中学校、東京工業大学附属工業高等学校などで美術の非常勤講師を務める。大学の同級生だった林敬二とともに横浜洋裁学院内に「横浜造形研究所」を設立し、デッサンの指導を行う[6]。
- 1961年4月、国画会会員となる[6]。
- 1962年12月、大学の同級生だった田中鮎子と結婚。東京・大森の新居から横須賀のアトリエに通う[6]。
- 1966年4月、伊藤廉の誘いで愛知県立芸術大学に非常勤講師として赴任。愛知県愛知郡長久手町に転居[6]。
- 1967年12月、『母と子のスペース』で第11回安井賞を受賞[7]。
- 1968年9月、愛知県在外研究員として渡欧。主にパリ・モンマルトルに滞在し、スペインやイタリアを巡る[7]。
- 1969年9月、帰国。愛知県立芸術大学助教授に就任[7]。
- 1974年4月、愛知県立芸術大学美術学部教授に就任[7]。
- 1976年5月、第29回中日文化賞受賞[8]。
- 1980年、昭和54年度愛知県芸術文化選奨・文化賞を受賞[8]。
  - 4月、『炎』（1979年）その他の作品により、第3回東郷青児美術館大賞を受賞[8]。
  - 8月、アメリカを旅行[8]。
- 1983年
  - 6月、ブラジルを訪れる[9]。
  - 9月、恩師伊藤廉の画業を讃え、新進洋画家の育成を目的とした伊藤廉記念賞を設立、運営委員となる[9]。
- 1990年
  - 3月、『鳥からの啓示』（1989年）で第8回宮本三郎記念賞を受賞[10]。
  - 4月、愛知県立芸術大学芸術資料館館長に就任（1992年3月まで）[10]。
  - 10月、愛知県文化功労賞を受賞[10]。
- 1992年3月、愛知県立芸術大学美術学部教授を退官[11]。
- 1993年
  - 10月、紺綬褒章を受章[11]。
  - 11月、第26回東海テレビ文化賞を受賞[11]。
- 1996年4月、愛知県立芸術大学名誉教授に就任[12]。
- 1997年10月、愛知県知事表彰を受ける[12]。
- 1999年
  - 3月、日本芸術院賞を受賞[12]。
  - 9月、日本芸術院会員となる[12]。
- 2001年4月、愛知県立芸術大学学長に就任（2007年3月まで）[13]。
- 2004年11月、文化功労者に選出[13][14]。
- 2005年1月、平成16年度名古屋市芸術賞・芸術特賞を受賞[15]。
- 2007年
  - 1月、頚椎症の手術を受ける[15]。
  - 4月、愛知芸術文化センター総長に就任（2010年12月まで）。横須賀美術館館長に就任（2011年3月まで）[15]。
- 2009年5月、旭日重光章を受章[16][17]。
- 2016年11月26日、名古屋市の自宅で膵臓癌のため死去。83歳[3]。正四位に叙される[18]。

## 画集など
- 『島田章三銅版画集 vol.1.』ギャラリーデコール 1975
- 『島田章三石版画集 六葉女人之図』ギャラリーデコール 1975
- 『島田章三のパステル画』河出書房新社(アート・テクニック・ナウ)1977
- 『花鳥シリーズ 島田章三メゾチント版画集』ギャラリーデコール 1978
- 『S.Shimada essays & pictures』大日本絵画 1984
- 『室内楽』大月 1985
- 『三人採花』大月 1985
- 『島田章三全版画』長谷川公之編 美術出版社 1986
- 『島田章三かたちびと』美術出版社 1988
- 『島田章三画集』ビジョン企画出版社 1992
- 『島田章三』芸術新聞社(アート・トップ叢書 同時代の画家集成)1992
- 『ファイト 島田章三画文集』求龍堂 2009

## 受賞歴
- 第11回安井賞（1967年）
- 第29回中日文化賞（1976年）
- 昭和54年度愛知県芸術文化選奨（1980年）
- 第3回東郷青児美術館大賞（1980年）
- 第8回宮本三郎記念賞（1990年）
- 愛知県文化功労賞（1990年）
- 紺綬褒章（1993年）
- 第26回東海テレビ文化賞（1993年）
- 日本芸術院賞（1999年）